# Los Campesinos!

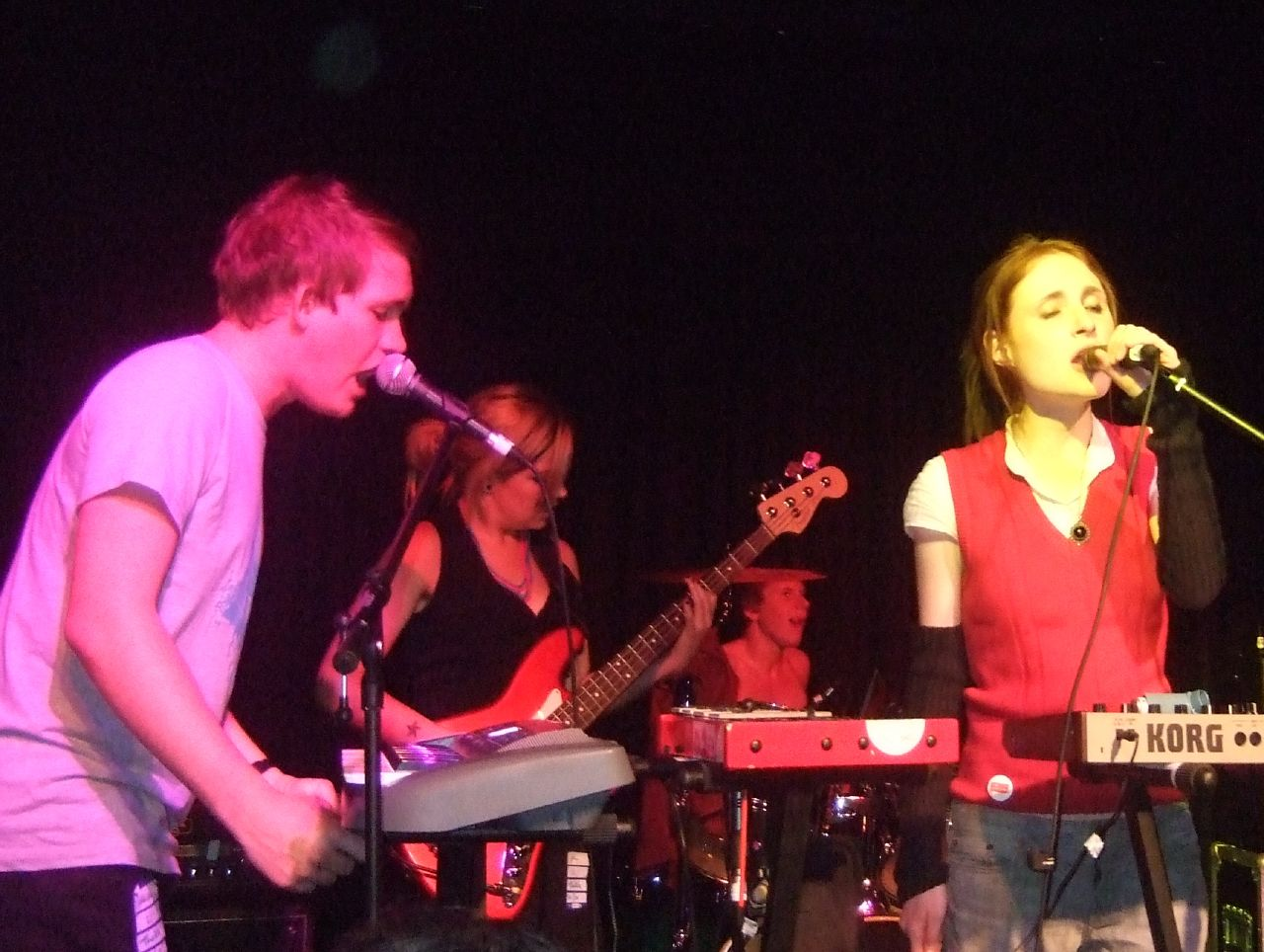
Los Campesinos! tijdens een optreden in Bristol in 2007.

Los Campesinos! (Spaans voor "de boeren!") is een indie popgroep uit Cardiff, Wales, Groot-Brittannië. De groep staat vooral bekend om hun energieke optredens en drukke, vrolijke liedjes.

## Bezetting

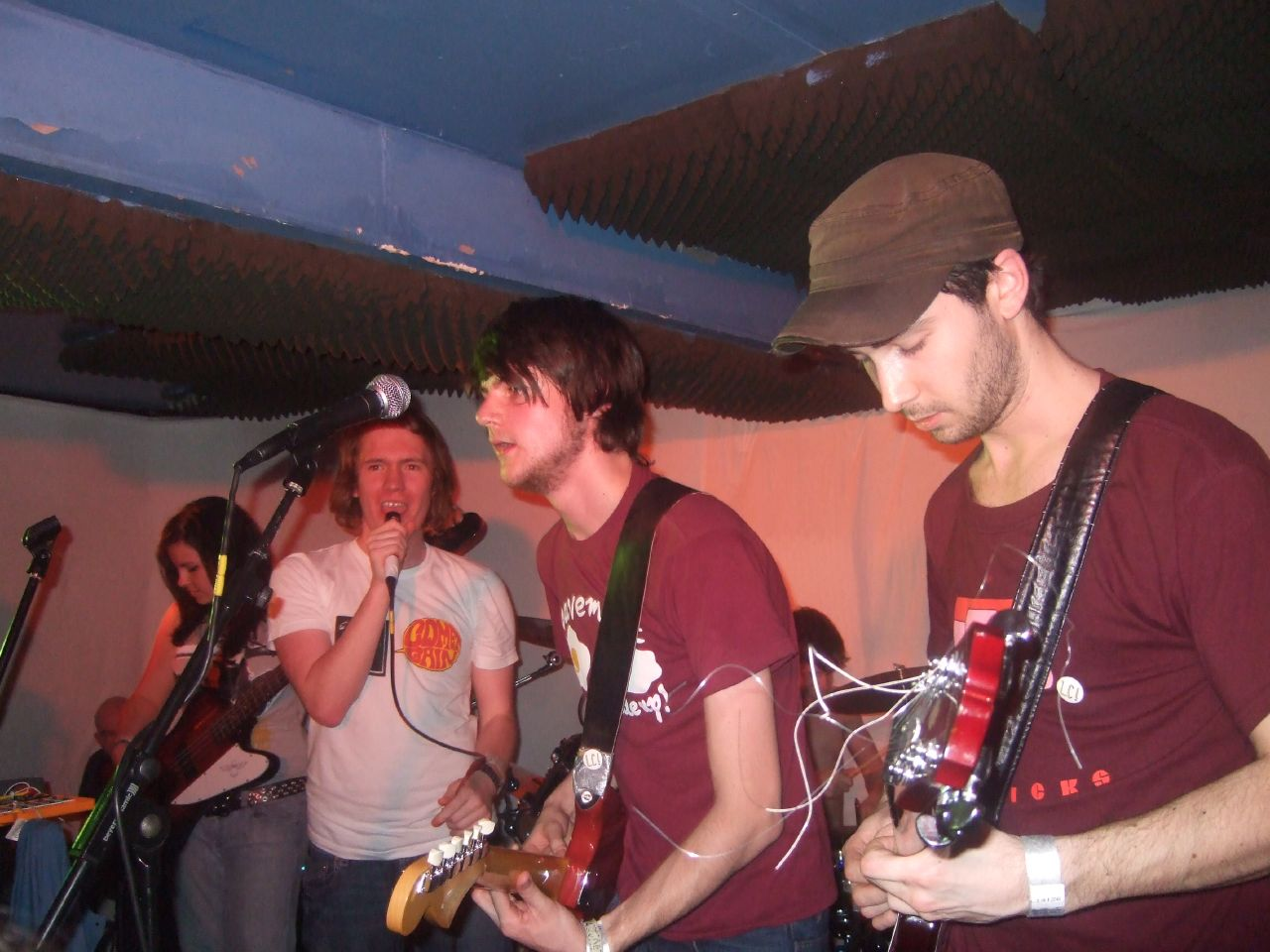
Los Campesinos! live in 2007.

Los Campesinos bestaat uit zeven personen:
- Ellen
- Gareth
- Neil
- Tom
- Kim
- Rob
- Jason

Als achternaam zeggen ze zelf allemaal "Campesinos!" te heten.

## Geschiedenis
Los Campesinos! ontstond in 2006, zonder de intentie om bekend te raken, maar "just for fun". Ze traden vooral op bij studentenfeestjes in Cardiff. Na een tijd zette de groep verschillende nummers op het internet en daar werden ze ontdekt door het platenlabel Wichita Records, die de groep tekende. De groep mocht van het label echter nog wel eerst een jaar later doorstuderen, hierna zouden ze zich op de muziek moeten richten. Hierdoor kwam de doorbraak van de groep in het jaar 2008. In februari van dat jaar bracht de groep hun eerste album uit: " Hold On Now Youngster" (zowel in Groot-Brittannië als in Nederland). In de zomer van dat jaar toerde Los Campesinos! door Europa waar de groep andere op Lowlands stond.
Later dat jaar bracht de band het tweede album uit: "We Are Beautiful, We Are Doomed". In het begin 2009 ging de groep toeren door de Verenigde Staten.

## Discografie

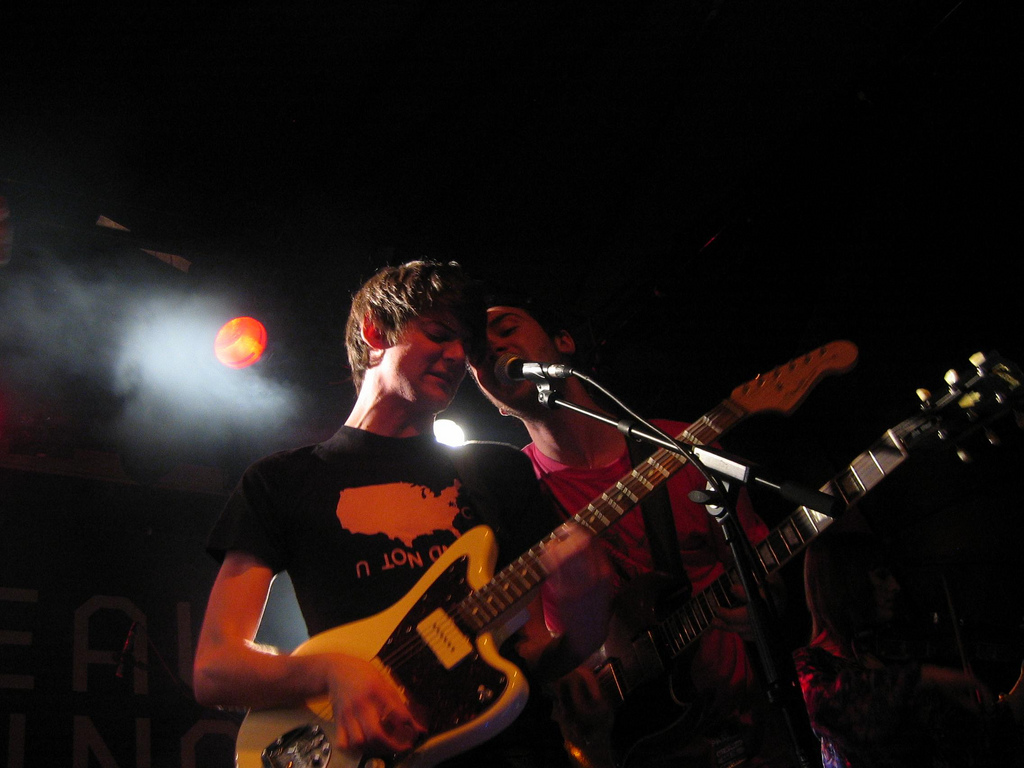
Los Campesinos! live in "New Casino" in Parijs in 2008.

### Albums
- 2008: Hold on Now, Youngster...
- 2008: We Are Beautiful, We Are Doomed
- 2010: Romance Is Boring
- 2011: Hello Sadness
- 2013: No Blues
- 2014: A Los Campesinos! Christmas
- 2017: Sick Scenes
- 2021: Whole Damn Body
- 2024: All Hell

### Ep's
- 2007: Sticking Fingers into Sockets
- 2010: All's Well That Ends Well

### Demo's
2006: Hold on Now, Youngster